# Cryptocarya tawaensis
Cryptocarya tawaensis är en lagerväxtart som beskrevs av Elmer Drew Merrill. Cryptocarya tawaensis ingår i släktet Cryptocarya och familjen lagerväxter. Inga underarter finns listade i Catalogue of Life.